# Jarosław Godek
Jarosław Godek (ur. 5 sierpnia 1981 w Szubinie) – polski wioślarz.

## Życiorys
Reprezentant Polski na Igrzyskach Olimpijskich: w Atenach w 2004 roku (czwórka bez sternika – 6. miejsce), w Pekinie w 2008 roku (dwójka bez sternika – 14. miejsce) oraz w Londynie w 2012 roku (dwójka bez sternika – 10. miejsce). Reprezentuje barwy AZS-AWFiS Gdańsk. Wychowanek LOTTO-Bydgostia Bydgoszcz.
W 2009 za osiągnięcia sportowe został odznaczony Złotym Krzyżem Zasługi.

## Osiągnięcia
- Mistrzostwa Świata – Mediolan 2003 – czwórka bez sternika – 9. miejsce[2].
- Igrzyska Olimpijskie – Ateny 2004 – czwórka bez sternika – 6. miejsce[1][2].
- Mistrzostwa Świata – Gifu 2005 – czwórka bez sternika – 11. miejsce[2].
- Mistrzostwa Świata – Eton 2006 – czwórka bez sternika – 14. miejsce[2].
- Mistrzostwa Świata – Monachium 2007 – dwójka bez sternika – 7. miejsce[1][2].
- Mistrzostwa Europy – Poznań 2007 – dwójka bez sternika – 2. miejsce[2].
- Igrzyska Olimpijskie – Pekin 2008 – dwójka bez sternika – 14. miejsce[1][2].
- Mistrzostwa Europy – Ateny 2008 – dwójka bez sternika – 6. miejsce[2].
- Mistrzostwa Świata – Poznań 2009 – czwórka bez sternika – 11. miejsce[2].
- Mistrzostwa Europy – Brześć 2009 – ósemka – 1. miejsce[2].
- Mistrzostwa Europy – Montemor-o-Velho 2010 – ósemka – 2. miejsce[2].
- Igrzyska Olimpijskie – Londyn 2012 – dwójka bez sternika – 10. miejsce[1][2].
- Mistrzostwa Europy – Varese 2012 – dwójka bez sternika – 5. miejsce[2].
- Mistrzostwa Europy – Sewilla 2013 – dwójka bez sternika – 2. miejsce[2].
- Mistrzostwa Świata – Chungju 2013 – dwójka bez sternika – 5. miejsce